# Paul Nixon
Paul Nixon (23 de abril de 1914 — 18 de janeiro de 2008) foi um ciclista olímpico estadunidense. Representou sua nação em dois eventos nos Jogos Olímpicos de Verão de 1936.